# W1A (série télévisée)
W1A est une série télévisée britannique en quatorze épisodes de 30 minutes créée par John Morton et diffusée entre le 19 mars 2014 et le 23 octobre 2017 sur BBC Two.
Il s'agit de la suite de la série Twenty Twelve, diffusée sur la BBC et qui traitait des Jeux olympiques de 2012. Deux des principaux acteurs, Hugh Bonneville et Jessica Hynes, y reprennent leurs rôles aux côtés d'une nouvelle distribution, bien que certains personnages de Twenty Twelve y fassent de régulières apparitions. David Tennant est, comme dans la première série, le narrateur des épisodes.
La série est inédite dans tous les pays francophones.

## Synopsis
Ian Fletcher, ancien chef d'une commission olympique, commence son nouvel emploi au siège de la BBC. Le titre fait référence au code postal de la Broadcasting House (BBC) à Londres.

## Fiche technique
- Titre original : W1A
- Création : John Morton
- Réalisation : John Morton
- Scénario : John Morton
- Production : Paul Schlesinger, Jon Plowman (en)
- Sociétés de production :
- Distribution : BBC Two
- Pays d'origine :  Royaume-Uni
- Langue originale : anglais
- Genre : Comédie
- Durée : 30 minutes (ou 60 minutes pour l'épisode spécial)

## Distribution

### Acteurs principaux
- Hugh Bonneville : Ian Fletcher
- Monica Dolan : Tracey Pritchard
- Jessica Hynes : Siobhan Sharpe
- Rufus Jones : David Wilkes
- Sarah Parish : Anna Rampton
- Nina Sosanya : Lucy Freeman, productrice
- Jason Watkins : Simon Harwood
- Hugh Skinner : Will Humphries
- David Westhead : Neil Reid
- Jonathan Bailey : Jack Patterson
- Ophelia Lovibond : Izzy Gould
- Iván Gonzalez : Jerry Guildencrantz
- Max Olesker : Ben Rosenstern
- Daniel Ings : Matt Taverner
- Tom Basden : Dan Sheppard
- Alex Beckett : Barney Lumsden
- Sara Pascoe : Coco Lomax
- Joel Fry : Karl Marx

- David Tennant : le narrateur

### Invités
- Alan Yentob (2014, 2015, 2 épisodes)
- Carol Vorderman (2014, 2 épisodes)
- Salman Rushdie (2014, 1 épisode)
- Olivia Colman (2014, 1 épisode)
- Matt Addis (2014, 1 épisode)
- Jenni Murray (2014, 1 épisode)
- Clare Balding (2014, 1 épisode)
- Evan Davis (2015, 2 épisodes)
- Samuel West (2015, 1 épisode)
- Alex Jones (2015, 1 épisode)
- Matt Baker (2015, 1 épisode)
- Sarah Hadland (2015, 1 épisode)
- Sophie Raworth (2015, 1 épisode)
- Mary Beard (2015, 1 épisode)

## Épisodes

### Première saison (2014)
1. Episode 1
2. Episode 2
3. Episode 3
4. Episode 4

### Deuxième saison (2015)
Le 15 septembre 2014, la série a été renouvelée pour une seconde saison. Elle commence par un épisode spécial de 60 minutes le 23 avril 2015, suivi par trois épisodes de 30 minutes.
1. Episode 1
2. Episode 2
3. Episode 3
4. Episode 4

### Troisième saison (2017)
Le 13 octobre 2015, la série a été renouvelée pour une troisième saison de six épisodes, diffusée à partir du 18 septembre 2017.
1. Episode 1
2. Episode 2
3. Episode 3
4. Episode 4
5. Episode 5
6. Episode 6

### Comic relief (2024)
En 2024, sort un épisode spécial à l'occasion du comic relief.